# 约翰·德拉马尼·马哈马
约翰·德拉马尼·马哈马（英語：John Dramani Mahama，/məˈhɑːmə/，1958年11月29日—）是一位加纳政治人物，曾于2012年7月到2017年1月任加纳总统，曾于2009年到2012年任加纳副总统。2012年7月24日加纳总统约翰·阿塔·米尔斯当天突发心脏病，被送往医院后经抢救无效逝世，约翰·德拉马尼·马哈马根据宪法规定接任总统职务。马哈马是一位通信专家，历史学家和作家，从1997年到2009年曾任国会议员，1998至2001年之间任通信部长。
马哈马於2024年再次贏得大選，將再次擔任加纳总统。

## 个人生活和兴趣
他与洛蒂納·马哈马（Lordina Mahama）结婚，与她有七个孩子。他是一个基督徒。他的家族是由多信仰的基督教徒和穆斯林组成。他对环境事务有浓厚兴趣，特别是关于非洲的塑料污染问题，他致力于能在他副总统的任期内解决这一问题。